# Liste von Triebfahrzeugen alter österreichischer Staatsbahnen
Die alten Staatsbahnen Österreich-Ungarns entstanden, als der Staat erkannte, dass der Bau und Betrieb von Eisenbahnen einer zentralen Leitung bedurfte.
Aus finanziellen Gründen jedoch erfolgte relativ bald eine Privatisierung dieser Staatsbahnen.
Als später wieder der Staat in das Eisenbahnwesen eingriff, entstand ab 1878 das staatliche Betriebsnetz der kkStB.

## K.k. Südliche Staatsbahn(SStB)
Eröffnet 21. Oktober 1844, Betrieb durch Wien–Gloggnitzer Bahn.
Ab Mai 1851 Eigenbetrieb, ab 23. September 1858 Südbahngesellschaft.
Strecke:
- Gloggnitz–Mürzzuschlag–Bruck an der Mur–Graz–Marburg–Cilli–Laibach–Triest

| Lokomotiven der k.k. südlichen Staatsbahn (SStB) | Lokomotiven der k.k. südlichen Staatsbahn (SStB) | Lokomotiven der k.k. südlichen Staatsbahn (SStB) | Lokomotiven der k.k. südlichen Staatsbahn (SStB) | Lokomotiven der k.k. südlichen Staatsbahn (SStB) | Lokomotiven der k.k. südlichen Staatsbahn (SStB) | Lokomotiven der k.k. südlichen Staatsbahn (SStB) | Lokomotiven der k.k. südlichen Staatsbahn (SStB) | Lokomotiven der k.k. südlichen Staatsbahn (SStB) | Lokomotiven der k.k. südlichen Staatsbahn (SStB) |
| Kategorie                                        | Erster Name                                      | Anzahl                                           | Hersteller                                       | Bauart                                           | Baujahre                                         | SB-Nr.                                           | SB-Serie (1860)                                  | SB-Serie (1864)                                  | Bemerkungen                                      |
| ------------------------------------------------ | ------------------------------------------------ | ------------------------------------------------ | ------------------------------------------------ | ------------------------------------------------ | ------------------------------------------------ | ------------------------------------------------ | ------------------------------------------------ | ------------------------------------------------ | ------------------------------------------------ |
| II                                               | GRATZ                                            | 17                                               | WRB                                              | 2A n2                                            | 1844–1845                                        | 831–836, 854–864                                 | –                                                | –                                                | 1853/54 neun Stück in 2B umgebaut                |
| III                                              | ADMONT                                           | 9                                                | WRB                                              | 2B n2                                            | 1845–1846                                        | 865–873                                          | –                                                | –                                                |                                                  |
| III                                              | GLEICHENBERG                                     | 10                                               | Norris/Philadelphia                              | 2B n2                                            | 1846                                             | 886–895                                          | 17                                               | –                                                |                                                  |
| III                                              | OZEAN                                            | 12                                               | Norris/Philadelphia                              | 2B n2                                            | 1846                                             | 874–885                                          | 16                                               | –                                                |                                                  |
| II                                               | CILLI                                            | 22                                               | WRB                                              | 2B n2                                            | 1848–1850                                        | 809–830                                          | 15a                                              | –                                                | sog. Kleine Gloggnitzer                          |
| III                                              | PLANINA                                          | 17                                               | WRB                                              | 2B n2                                            | 1849–1850                                        | 837–853                                          | 15                                               | –                                                | sog. Große Gloggnitzer                           |
| II                                               | SCHÖNBRUNN                                       | 4                                                | WRB                                              | 1B n2                                            | 1854                                             | 287–290                                          | 11                                               | 8                                                |                                                  |
| III                                              | MEIDLING                                         | 3                                                | WRB                                              | 2B n2                                            | 1856                                             | 247–249                                          | 6                                                | 12                                               |                                                  |
| III                                              | RAUHENSTEIN                                      | 6                                                | WRB                                              | 2B n2                                            | 1857                                             | 270–275                                          | 8                                                | 14                                               |                                                  |
| IV                                               | GUTENBERG                                        | 1                                                | Sigl/Wien                                        | 1B n2                                            | 1857                                             | 291                                              | 12                                               | 17                                               |                                                  |
| III                                              | WOCHEIN                                          | 19                                               | WRB                                              | 2B n2                                            | 1853                                             | 225–243                                          | 4                                                | 10                                               |                                                  |
| IV                                               | CITTANOVA                                        | 9                                                | Wr. Neustadt                                     | B3 n2st                                          | 1856                                             | 201–209                                          | 1                                                | –                                                |                                                  |
| IV                                               | FRANZDORF                                        | 8                                                | Esslingen                                        | B3 n2st                                          | 1857–1858                                        | 210–217                                          | 2                                                | 9                                                |                                                  |
| III                                              | NEUHAUS                                          | 7                                                | Wr. Neustadt                                     | B3 n2st                                          | 1855–1856                                        | 218–224                                          | 3                                                | –                                                |                                                  |
|                                                  | BAVARIA                                          | 1                                                | Maffei                                           | BB+C n2                                          | 1851                                             | 897                                              |                                                  |                                                  | Semmeringwettbewerbslokomotive                   |
|                                                  | NEUSTADT                                         | 1                                                | Wr. Neustadt                                     | B+B n4t                                          | 1851                                             | 896                                              |                                                  |                                                  | Semmeringwettbewerbslokomotive                   |
|                                                  | SERAING                                          | 1                                                | Cockerill/Seraing                                | B+B n4t                                          | 1851                                             | 898                                              |                                                  |                                                  | Semmeringwettbewerbslokomotive                   |
|                                                  | VINDOBONA                                        | 1                                                | WRB                                              | C n2 D n2 C2 n2                                  | 1851                                             | 899                                              |                                                  |                                                  | Semmeringwettbewerbslokomotive                   |
| V                                                | GRÜNSCHACHER                                     | 26                                               | Cockerill/Seraing Esslingen                      | C2 n2st                                          | 1853–1854                                        | 601–626                                          | 19                                               | 33                                               | 4 Stück vorübergehend Zahnradkupplung            |
| V                                                | SCHNEEBERG                                       | 6                                                | Cockerill/Seraing                                | C2 n2st                                          | 1856–1857                                        | 627–632                                          | 20                                               | 26                                               |                                                  |
| V                                                | CHIAPOVANO                                       | 26                                               | Wr. Neustadt                                     | C2 n2st                                          | 1856–1857                                        | 633–658                                          | 21                                               | 27                                               |                                                  |
| V                                                | NABRESINA                                        | 8                                                | Esslingen                                        | C2 n2st                                          | 1857                                             | 659–666                                          | 22                                               | 28                                               |                                                  |
| V                                                | GRÜNBACH                                         | 2                                                | StEG                                             | C2 n2st                                          | 1855                                             | 900–901                                          | 28                                               | 24                                               |                                                  |

## K.k. Nördliche Staatsbahn(NStB)
Eröffnet 1. September 1845, vermietet an KFNB bis 30. April 1850, danach Eigenbetrieb.
Am 1. Januar 1855 verkauft an StEG.
Strecken:
- Bodenbach–Aussig–Prag–Böhmisch Trübau–Brünn
- Böhmisch Trübau–Olmütz

| Lokomotiven der k.k. nördlichen Staatsbahn (NStB) | Lokomotiven der k.k. nördlichen Staatsbahn (NStB) | Lokomotiven der k.k. nördlichen Staatsbahn (NStB) | Lokomotiven der k.k. nördlichen Staatsbahn (NStB) | Lokomotiven der k.k. nördlichen Staatsbahn (NStB) | Lokomotiven der k.k. nördlichen Staatsbahn (NStB) | Lokomotiven der k.k. nördlichen Staatsbahn (NStB) | Lokomotiven der k.k. nördlichen Staatsbahn (NStB) | Lokomotiven der k.k. nördlichen Staatsbahn (NStB) | Lokomotiven der k.k. nördlichen Staatsbahn (NStB) | Lokomotiven der k.k. nördlichen Staatsbahn (NStB) | Lokomotiven der k.k. nördlichen Staatsbahn (NStB) | Lokomotiven der k.k. nördlichen Staatsbahn (NStB)   |
| Klasse                                            | Nummer                                            | Erster Name                                       | Anzahl                                            | Hersteller                                        | Bauart                                            | Baujahre                                          | StEG-Nr. (1858)                                   | StEG-Serie (1873)                                 | StEG-Nr. (1873)                                   | StEG-Nr. (1897)                                   | MÁV-Nr. (1891)                                    | Bemerkungen                                         |
| ------------------------------------------------- | ------------------------------------------------- | ------------------------------------------------- | ------------------------------------------------- | ------------------------------------------------- | ------------------------------------------------- | ------------------------------------------------- | ------------------------------------------------- | ------------------------------------------------- | ------------------------------------------------- | ------------------------------------------------- | ------------------------------------------------- | --------------------------------------------------- |
| 0                                                 | 1–6                                               | SEDLETZ                                           | 6                                                 | Wr. Neustadt                                      | 2A n2                                             | 1842                                              | 2–7                                               | –                                                 | –                                                 | –                                                 | –                                                 | die ersten in Wr. Neustadt gebauten Lokomotiven     |
| I                                                 | 7–10                                              | BUDWEIS                                           | 4                                                 | Norris/Philadelphia                               | 2A n2                                             | 1845                                              | 23–26                                             | –                                                 | –                                                 | –                                                 | –                                                 |                                                     |
| I                                                 | 11–14                                             | STERNBERG                                         | 4                                                 | Wr. Neustadt                                      | 2A n2                                             | 1845                                              | 12–15                                             | –                                                 | –                                                 | –                                                 | –                                                 | 1858 an Erzbahn Nučic                               |
| I                                                 | 15–21                                             | OLMÜTZ                                            | 7                                                 | Wr. Neustadt                                      | 2A n2                                             | 1845                                              | 16–22                                             | –                                                 | –                                                 | –                                                 | –                                                 |                                                     |
| II                                                | 22–25                                             | WELTRUS                                           | 4                                                 | Wr. Neustadt                                      | 2A n2                                             | 1846                                              | 58–61                                             | –                                                 | –                                                 | –                                                 | –                                                 |                                                     |
| II                                                | 26–28                                             | RANSKO                                            | 3                                                 | Norris/Wien                                       | 2A n2                                             | 1846                                              | 55–57                                             | –                                                 | –                                                 | –                                                 | –                                                 |                                                     |
| II                                                | 29–45                                             | NEUSTADT                                          | 17                                                | Cockerill/Seraing                                 | 2A n2                                             | 1845                                              | 27–43                                             | –                                                 | –                                                 | –                                                 | –                                                 |                                                     |
| II                                                | 46–52                                             | AUSTRIA                                           | 7                                                 | Cockerill/Seraing                                 | 2A n2                                             | 1845                                              | 44–50                                             | –                                                 | 1                                                 | –                                                 | –                                                 |                                                     |
| II                                                | 53–60                                             | MELNIK                                            | 8                                                 | Meyer/Mülhausen                                   | 2A n2                                             | 1844–1845                                         | 73–74                                             | –                                                 | –                                                 | –                                                 | –                                                 |                                                     |
| III                                               | 61–66                                             | WYSCHRAD                                          | 6                                                 | Maffei/München                                    | 2B n2                                             | 1848                                              | 304–309                                           | IIIf                                              | 219–224                                           | –                                                 | IIq 1271–1275                                     |                                                     |
| III                                               | 67–87                                             | TETSCHEN                                          | 21                                                | Wr. Neustadt                                      | 2B n2                                             | 1848–1849                                         | 312–332                                           | IIIf                                              | 208–216                                           | –                                                 | –                                                 |                                                     |
| III                                               | 88–96                                             | OSSEGG                                            | 9                                                 | WRB                                               | 2B n2                                             | 1850                                              | 339–347                                           | IIIf                                              | 225–233                                           | 2151–2152                                         | IIq 1276–1277                                     |                                                     |
| III                                               | 97–98                                             | KULM                                              | 2                                                 | Kessler                                           | 2B n2                                             | 1850                                              | 348–349                                           | IIIf                                              | 201–202                                           | –                                                 | –                                                 |                                                     |
| III                                               | 99–104                                            | BRÜNN                                             | 6                                                 | Cockerill/Seraing                                 | 2B n2                                             | 1848–1849                                         | 333–338                                           | IIIf                                              | 350–353                                           | –                                                 | –                                                 | 1870 335 und 338 an Eisenbahn Pest–Losoncz verkauft |
| III                                               | 105–116                                           | FRIEDBERG                                         | 12                                                | Cockerill/Seraing                                 | 2B n2                                             | 1852                                              | 96–107                                            | IIIe                                              | 30–31                                             | –                                                 | –                                                 |                                                     |
| III                                               | 117–134                                           | TURNAU                                            | 18                                                | WRB                                               | 2B n2                                             | 1852                                              | 382–399                                           | IIIf                                              | 316–333                                           | 2153–2154                                         | –                                                 |                                                     |

## K.k. Östliche Staatsbahn(ÖStB)
Ursprung: Krakau-Oberschlesische Bahn, eröffnet 13. Oktober 1847
Einlösung 30. April 1850, Staatsbetrieb ab 1. Januar 1852
Die Strecken westlich von Krakau gingen am 26. Juni 1858 an die KFNB.
Die restlichen Strecken gingen am 1. August 1858 an die Galizische Carl Ludwig-Bahn (CLB).
Strecken:
- Krakau–Trzebinia–Myslowitz (von Krakau-Oberschlesische Bahn)
- Trzebinia–Auschwitz (ÖStB)
- Krakau–Bierzanów–Podłęże–Dembica (ÖStB)
- Bierzanów–Wieliczka (ÖStB)
- Dembica–Rzeszów (von CLB fertiggestellt)

| I   | I–IV       | 4 | Borsig          | 1A1 n2  | 1847 | 1852 von Krakau-Oberschlesische Eisenbahn, ab 1855 KRAKÓW, OSWIĘCIM, LEMBERG, TARNÓW |
| II  | V–VI       | 2 | Borsig          | 1B n2   | 1847 | 1852 von Krakau-Oberschlesische Eisenbahn, ab 1855 PODGÓRZE, RZESZÓW                 |
| II  | VII–VIII   | 2 | Borsig          | 1B n2   | 1849 | 1852 von Krakau-Oberschlesische Eisenbahn, ab 1855 PRŻEMYSL, DNJESTR                 |
| II  | BABIAGORA  | 2 | Meyer/Mülhausen | 2A n2   | 1844 | 1854 von NStB                                                                        |
| I   | REICHENAU  | 3 | Stephenson      | 1A1 n2  | 1840 | 1856 von SStB                                                                        |
| III | HÖLLENTHAL | 2 | Sharp           | 1B n2   | 1842 | 1856 von SStB, ab 1857 SEDISZOW                                                      |
| II  | SCHOTTWIEN | 1 | StEG            | 1A1 n2  | 1843 | 1856 von SStB, ab 1857 CLAJ                                                          |
| II  | MEIDLING   | 1 | StEG            | 2A n2   | 1843 | 1856 von SStB, ab 1857 SLOTWINA                                                      |
| IV  | POPRAD     | 1 | StEG            | C2 n2st | 1854 |                                                                                      |
| IV  | WIELICZKA  | 6 | Wr. Neustadt    | C2 n2st | 1855 |                                                                                      |
| III | BIAŁA      | 7 | Wr. Neustadt    | B3 n2st | 1855 |                                                                                      |
| IV  | WISŁA      | 5 | StEG            | C2 n2st | 1855 |                                                                                      |

## K.k. Südöstliche Staatsbahn(SöStB)
Ursprung: Ungarische Zentralbahn (UZB), konzessioniert 1844, Betriebsbeginn Budapest–Waitzen 15. Juli 1846
UZB ging am 7. März 1850 in der SöStB auf, die mit 1. Januar 1855 an die StEG verkauft wurde.
Strecken:
- Waitzen–Budapest–Cegléd–Szolnok (UZB)
- Marchegg–Pressburg (UZB)
- Pressburg–Waitzen (von SöStB vollendet)
- Cegléd–Félegyháza–Szeged (von SöStB vollendet)

| Lokomotiven der k.k. südöstlichen Staatsbahn (SöStB) | Lokomotiven der k.k. südöstlichen Staatsbahn (SöStB) | Lokomotiven der k.k. südöstlichen Staatsbahn (SöStB) | Lokomotiven der k.k. südöstlichen Staatsbahn (SöStB) | Lokomotiven der k.k. südöstlichen Staatsbahn (SöStB) | Lokomotiven der k.k. südöstlichen Staatsbahn (SöStB) | Lokomotiven der k.k. südöstlichen Staatsbahn (SöStB) | Lokomotiven der k.k. südöstlichen Staatsbahn (SöStB) | Lokomotiven der k.k. südöstlichen Staatsbahn (SöStB) | Lokomotiven der k.k. südöstlichen Staatsbahn (SöStB) | Lokomotiven der k.k. südöstlichen Staatsbahn (SöStB) | Lokomotiven der k.k. südöstlichen Staatsbahn (SöStB) | Lokomotiven der k.k. südöstlichen Staatsbahn (SöStB) | Lokomotiven der k.k. südöstlichen Staatsbahn (SöStB) | Lokomotiven der k.k. südöstlichen Staatsbahn (SöStB)                        |
| Herkunft                                             | Kategorie                                            | Nummer                                               | Erster Name                                          | Anzahl                                               | Hersteller                                           | Bauart                                               | Baujahre                                             | StEG-Nr. (1858)                                      | StEG-Serie (1873)                                    | StEG-Nr. (1873)                                      | StEG-Nr. (1897)                                      | MÁV-Nr. (1891)                                       | MÁV-Rh. (1911)                                       | Bemerkungen                                                                 |
| ---------------------------------------------------- | ---------------------------------------------------- | ---------------------------------------------------- | ---------------------------------------------------- | ---------------------------------------------------- | ---------------------------------------------------- | ---------------------------------------------------- | ---------------------------------------------------- | ---------------------------------------------------- | ---------------------------------------------------- | ---------------------------------------------------- | ---------------------------------------------------- | ---------------------------------------------------- | ---------------------------------------------------- | --------------------------------------------------------------------------- |
| UZB                                                  | 0                                                    | 1                                                    | DEBRECZEN                                            | 1                                                    | Meyer/Mülhausen                                      | 1A1 n2                                               | 1842                                                 | 1                                                    | –                                                    | –                                                    | –                                                    | –                                                    | –                                                    |                                                                             |
| UZB                                                  | II                                                   | 2–5                                                  | PEST                                                 | 4                                                    | Cockerill/Seraing                                    | 2A n2                                                | 1845                                                 | 51–54                                                | –                                                    | 2                                                    | –                                                    | –                                                    | –                                                    |                                                                             |
| UZB                                                  | II                                                   | 6–13                                                 | VACZ                                                 | 8                                                    | Cockerill/Seraing                                    | 2A n2                                                | 1846                                                 | 62–69                                                | –                                                    | –                                                    | –                                                    | –                                                    | –                                                    |                                                                             |
| UZB                                                  | II                                                   | 14                                                   | BETS                                                 | 1                                                    | WRB                                                  | 1A1 n2                                               | 1846                                                 | 70                                                   | –                                                    | –                                                    | –                                                    | –                                                    | –                                                    |                                                                             |
| UZB                                                  | II                                                   | 15–16                                                | NÁDOR                                                | 2                                                    | Norris/Wien                                          | 1B n2                                                | 1846                                                 | 71–72                                                | –                                                    | –                                                    | –                                                    | –                                                    | –                                                    |                                                                             |
| UZB                                                  | III                                                  | 17–27                                                | CZEGLED                                              | 11                                                   | WRB                                                  | 1B n2                                                | 1847                                                 | 78–84                                                | –                                                    | –                                                    | –                                                    | –                                                    | –                                                    | 24–27 an KFNB für Betrieb auf Marchegg–Pressburg vermietet, später verkauft |
| (SöSTB)                                              | III                                                  | 28–30                                                | CSILLAG                                              | 3                                                    | Haswell                                              | 1B n2                                                | 1850                                                 | 85–87                                                | IIIe                                                 | 364–366                                              | –                                                    | –                                                    | –                                                    | noch von UZB bestellt                                                       |
| UZB                                                  | III                                                  | 31–32                                                | NAGY KÖRÖS                                           | 2                                                    | WRB                                                  | 1B n2                                                | 1848                                                 | 310–311                                              | IIIf                                                 | 340–341                                              | 2101                                                 | –                                                    | –                                                    |                                                                             |
| SöStB                                                | III                                                  | 33–40                                                | ARAD                                                 | 8                                                    | WRB                                                  | 1B n2                                                | 1850–1851                                            | 350–357                                              | IIIf                                                 | 342–349                                              | 2102–2104                                            | –                                                    | –                                                    |                                                                             |
| SöStB                                                | III                                                  | 41–44                                                | GYULA                                                | 4                                                    | Kessler                                              | 1B n2                                                | 1851                                                 | 366–369                                              | IIIf                                                 | 203–206                                              | –                                                    | –                                                    | –                                                    |                                                                             |
| SöStB                                                | III                                                  | 45–52                                                | VERÖCZE                                              | 8                                                    | Wr. Neustadt                                         | 1B n2                                                | 1850                                                 | 358–365                                              | IIIf                                                 | 217–218                                              | –                                                    | –                                                    | –                                                    |                                                                             |
| SöStB                                                | III                                                  | 53–56                                                | GALANTHA                                             | 4                                                    | Maffei/München                                       | 1B n2                                                | 1851                                                 | 370–373                                              | IIIf                                                 | 336–339                                              | –                                                    | –                                                    | –                                                    |                                                                             |
| UZB                                                  | IV                                                   | 57–60                                                | ERÖS                                                 | 4                                                    | WRB                                                  | C n2                                                 | 1847                                                 | 300–303                                              | IVi                                                  | 706–709                                              | –                                                    | –                                                    | –                                                    |                                                                             |
| SöStB                                                | II                                                   | 61–64                                                | SOMORJA                                              | 4                                                    | WRB                                                  | 1B n2                                                | 1851                                                 | 88–91                                                | IIIe'                                                | 15–18                                                | –                                                    | –                                                    | –                                                    |                                                                             |
| SöStB                                                | II                                                   | 65–68                                                | BAZIN                                                | 4                                                    | Wr. Neustadt                                         | 1B n2                                                | 1851                                                 | 92–95                                                | IIIe                                                 | 26–29                                                | –                                                    | IIr 1283–1285                                        | –                                                    |                                                                             |
| SöStB                                                | III                                                  | 69–76                                                | SZEGEDIN                                             | 8                                                    | Wr. Neustadt                                         | 1B n2                                                | 1852                                                 | 374–381                                              | IIIf IVr                                             | 234–239 257–258                                      | –                                                    | IIs 1286–1287                                        | –                                                    |                                                                             |
| SöStB                                                | III                                                  | 77–114                                               | BABOLNA                                              | 38                                                   | Wr. Neustadt                                         | 1B n2                                                | 1852–1854                                            | 400–437                                              | IIIf IVr                                             | 240–255 256 259–280 281–285                          | –                                                    | IIs 1288–1300                                        | 252                                                  |                                                                             |
| SöStB                                                | II                                                   | 115–124                                              | MARCHEGG                                             | 10                                                   | WRB                                                  | 1B n2                                                | 1854                                                 | 108–117                                              | IIIe                                                 | 19–25                                                | –                                                    | IIr 1281–1282                                        |                                                      |                                                                             |
| SöStB                                                | III                                                  | 125–126                                              | RESCHITZA                                            | 2                                                    | WRB                                                  | 2B n2                                                | 1852                                                 | 438–439                                              | IIIf                                                 | 334–335                                              | 2155–2156                                            | –                                                    |                                                      |                                                                             |

## Lombardisch-venetianische Eisenbahnen
Entstanden aus der Eisenbahn Mailand–Monza (1839–1848), später Eisenbahn Mailand–Monza–Como (1848–1851), und der Lombardisch Venetianischen Ferdinandsbahn (1842–1852). Übernahme der ersten (MMo) am 19. März 1851 sowie der zweiten (LVF) am 9. Juni 1852.
Am 1. Juli 1856 Reprivatisierung als Lombardisch Venetianische und Central Italienische Eisenbahn (LVCI), die sich am 23. September 1858 mit der Südbahngesellschaft vereinigte.
Strecken:
- Mailand–Monza–Como
- Magenta–Mailand–Treviglio–Coccaglio–Verona–Vicenza–Padua–Mestre–Venedig
- Verona–Ala
- Verona–Mantua
- Padua–Ferrara
- Mestre–Treviso–Casarsa–Udine–Cormòns

| Lokomotiven der k.k. Lombardisch-Venetianischen Staatsbahn | Lokomotiven der k.k. Lombardisch-Venetianischen Staatsbahn | Lokomotiven der k.k. Lombardisch-Venetianischen Staatsbahn | Lokomotiven der k.k. Lombardisch-Venetianischen Staatsbahn | Lokomotiven der k.k. Lombardisch-Venetianischen Staatsbahn | Lokomotiven der k.k. Lombardisch-Venetianischen Staatsbahn | Lokomotiven der k.k. Lombardisch-Venetianischen Staatsbahn | Lokomotiven der k.k. Lombardisch-Venetianischen Staatsbahn | Lokomotiven der k.k. Lombardisch-Venetianischen Staatsbahn | Lokomotiven der k.k. Lombardisch-Venetianischen Staatsbahn | Lokomotiven der k.k. Lombardisch-Venetianischen Staatsbahn |
| Herkunft                                                   | Kategorie Nummern                                          | Erster Name                                                | Anzahl                                                     | Hersteller                                                 | Bauart                                                     | Baujahre                                                   | SB-Nr.                                                     | SB-Serie (1860)                                            | SB-Serie (1864)                                            | Bemerkungen                                                |
| ---------------------------------------------------------- | ---------------------------------------------------------- | ---------------------------------------------------------- | ---------------------------------------------------------- | ---------------------------------------------------------- | ---------------------------------------------------------- | ---------------------------------------------------------- | ---------------------------------------------------------- | ---------------------------------------------------------- | ---------------------------------------------------------- | ---------------------------------------------------------- |
| MMo                                                        | 0                                                          | LAMBRO                                                     | 3                                                          | Rennie                                                     | 1A1 n2                                                     | 1839                                                       | –                                                          | –                                                          | –                                                          |                                                            |
| MMo                                                        | 0                                                          | BRIANZA                                                    | 1                                                          | Cockerill/Seraing                                          | 1A1 n2                                                     | 1840                                                       | –                                                          | –                                                          | –                                                          |                                                            |
| MMo                                                        | 0                                                          | ADDA                                                       | 1                                                          | Sharp/Manchester                                           | 1A1 n2                                                     | 1841                                                       | –                                                          | –                                                          | –                                                          |                                                            |
| MMo                                                        | 0                                                          | MONZA                                                      | 1                                                          | Schneider/Le Creusot                                       | 1A1 n2                                                     | 1840                                                       | –                                                          | –                                                          | –                                                          |                                                            |
| MMo                                                        | II                                                         | COMO                                                       | 6                                                          | Esslingen                                                  | 2B n2                                                      | 1848                                                       | –                                                          | –                                                          | –                                                          |                                                            |
| LVF                                                        | 0                                                          | ADRIA                                                      | 6                                                          | Sharp/Manchester                                           | 1A1 n2                                                     | 1842                                                       | –                                                          | –                                                          | –                                                          |                                                            |
| LVF                                                        | 0                                                          | ENRICO DANDALO                                             | 2                                                          | Sharp/Manchester                                           | 1A1 n2                                                     | 1843                                                       | –                                                          | –                                                          | –                                                          |                                                            |
| LVF                                                        | 0                                                          | GALILEI                                                    | 1                                                          | WRB                                                        | 1A1 n2                                                     | 1842                                                       | –                                                          | –                                                          | –                                                          |                                                            |
| LVF                                                        | 0                                                          | VIRGILIO                                                   | 2                                                          | Meyer/Mülhausen                                            | 1A1 n2                                                     | 1844                                                       | –                                                          | –                                                          | –                                                          |                                                            |
| LVF                                                        | 0                                                          | DANTE                                                      | 2                                                          | Meyer/Mülhausen                                            | 1A1 n2                                                     | 1844                                                       | –                                                          | –                                                          | –                                                          |                                                            |
| LVF                                                        | 0                                                          | SFORZA                                                     | 4                                                          | Stehelin                                                   | 1A1 n2                                                     | 1844                                                       | –                                                          | –                                                          | –                                                          |                                                            |
| LVF                                                        | 0                                                          | COLOMBO                                                    | 2                                                          | Stehelin                                                   | 1A1 n2                                                     | 1844                                                       | –                                                          | –                                                          | –                                                          |                                                            |
| LVF                                                        | 0                                                          | BUCINTORO                                                  | 4                                                          | Sharp, Roberts & Co                                        | 1A1 n2                                                     | 1843–1845                                                  | –                                                          | –                                                          | –                                                          |                                                            |
| LVF                                                        | IV                                                         | MARCO POLO                                                 | 4                                                          | WRB                                                        | C n2                                                       | 1847                                                       | 130–133                                                    | –                                                          | 23 I                                                       |                                                            |
| LVF                                                        | II                                                         | ADDA                                                       | 4                                                          | WRB                                                        | 1A1 n2                                                     | 1847                                                       | –                                                          | –                                                          | –                                                          |                                                            |
| LVF                                                        | III                                                        | SERIO                                                      | 2                                                          | WRB                                                        | 1B n2                                                      | 1847                                                       | –                                                          | –                                                          | –                                                          |                                                            |
| LVF                                                        | III                                                        | BACCHIGLIONE                                               | 8                                                          | Günther                                                    | 1B n2                                                      | 1847                                                       | 81–83                                                      | –                                                          | 7                                                          |                                                            |
| LVF                                                        | IV                                                         | CADAMOSTO                                                  | 4                                                          | Maffei                                                     | 1B n2                                                      | 1848                                                       | –                                                          | –                                                          | –                                                          |                                                            |
| LVStB                                                      | II                                                         | TEODOLINDA                                                 | 14                                                         | Maffei                                                     | 1A1 n2                                                     | 1852–1853                                                  | 26–37                                                      | –                                                          | 3                                                          | 12 Loks an SB, 1867 an SFAI                                |
| LVStB                                                      | III                                                        | BERGAMO                                                    | 2                                                          | Werkstätte Verona                                          | 1B n2                                                      | 1854                                                       | 87–88                                                      | –                                                          | 9                                                          |                                                            |
| LVStB                                                      | III                                                        | MELLA                                                      | 6                                                          | Günther                                                    | 1B n2                                                      | 1854                                                       | –                                                          | –                                                          | –                                                          |                                                            |
| LVStB                                                      | III                                                        | TAGLIAMENTO                                                | 3                                                          | WRB                                                        | 1B n2                                                      | 1854                                                       | 86, 84, 85                                                 | –                                                          | 8                                                          |                                                            |
| LVStB                                                      | IV                                                         | CHIESE                                                     | 2                                                          | WRB                                                        | C n2st                                                     | 1855                                                       | 902, 900                                                   | 28                                                         | 24                                                         |                                                            |
| LVCI                                                       |                                                            | CERERE                                                     | 50                                                         | Stephenson                                                 | 1A1 n2                                                     | 1857                                                       | 1–15                                                       | –                                                          | 1                                                          |                                                            |
| LVCI                                                       |                                                            | GIUNONE                                                    | 10                                                         | Beyer-Peacock                                              | 1A1 n2                                                     | 1857                                                       | 16–25                                                      | –                                                          | 2                                                          |                                                            |
| LVCI                                                       | 51–60                                                      | MERCURIO                                                   | 10                                                         | Koechlin/Mülhausen                                         | 1B n2                                                      | 1857–1858                                                  | 51–60                                                      | –                                                          | 4                                                          |                                                            |
| LVCI                                                       | 61–78                                                      | ANACREONTE                                                 | 18                                                         | Koechlin/Mülhausen                                         | 1B n2                                                      | 1858                                                       | SFAI                                                       | –                                                          | –                                                          |                                                            |
| LVCI                                                       | 79–90                                                      | PAESIELLO                                                  | 12                                                         | Koechlin/Mülhausen                                         | 1B n2                                                      | 1859                                                       | 61–70                                                      | –                                                          | 5                                                          |                                                            |
| LVCI                                                       | 91–100                                                     |                                                            | 10                                                         | Beyer-Peacock                                              | 1B n2                                                      | 1858                                                       | 71–80                                                      | –                                                          | 6                                                          |                                                            |
| LVCI                                                       | 111–119, 130                                               |                                                            | 10                                                         | Parent & Schaken                                           | C n2                                                       | 1857                                                       | 111–119                                                    | –                                                          | 21                                                         |                                                            |
| LVCI                                                       | 161–165                                                    |                                                            | 5                                                          | Cail                                                       | C n2                                                       | 1857                                                       | 120–124                                                    | –                                                          | 22                                                         |                                                            |
| LVCI                                                       | 183–186                                                    |                                                            | 4                                                          | Parent & Schaken                                           | C n2                                                       | 1857–1859                                                  | SFAI                                                       | –                                                          | –                                                          |                                                            |
| LVCI                                                       | 120–129                                                    | GIOVE                                                      | 10                                                         | Koechlin/Mülhausen                                         | C n2                                                       | 1857                                                       | SFAI                                                       | –                                                          | –                                                          |                                                            |
| LVCI                                                       | 131–150                                                    |                                                            | 20                                                         | Schneider/Le Creusot                                       | C n2                                                       | 1858                                                       | 101–110                                                    | –                                                          | 20                                                         | 10 Loks an SFAI                                            |
| LVCI                                                       | 151–154                                                    |                                                            | 4                                                          | Schneider/Le Creusot                                       | C n2                                                       | 1857                                                       | 125–129                                                    | –                                                          | 22                                                         |                                                            |

## K.k. Tiroler Staatsbahn
Baubeginn: 1850
23. September 1858 zur Südbahngesellschaft
Eröffnet: 24. November 1858
Bis 15. August 1859 Betriebsführung durch den Staat auf Kosten der Südbahngesellschaft
Strecken:
- Verona–Bozen
- Innsbruck–Kufstein

Lückenschluss Bozen–Innsbruck durch die Brennerbahn erst 1867
| Lokomotiven der k.k. Tiroler Staatsbahn | Lokomotiven der k.k. Tiroler Staatsbahn | Lokomotiven der k.k. Tiroler Staatsbahn | Lokomotiven der k.k. Tiroler Staatsbahn | Lokomotiven der k.k. Tiroler Staatsbahn | Lokomotiven der k.k. Tiroler Staatsbahn | Lokomotiven der k.k. Tiroler Staatsbahn | Lokomotiven der k.k. Tiroler Staatsbahn |
| Erster Name                             | Anzahl                                  | Hersteller                              | Bauart                                  | Baujahre                                | SB-Nr.                                  | SB-Serie (1860)                         | SB-Serie (1864)                         |
| --------------------------------------- | --------------------------------------- | --------------------------------------- | --------------------------------------- | --------------------------------------- | --------------------------------------- | --------------------------------------- | --------------------------------------- |
| AMRAS                                   | 18                                      | Wr. Neustadt                            | 1B1 n2                                  | 1857                                    | 252–269                                 | 7                                       | 13, 13a, 13b                            |
| ACHENSEE                                | 8                                       | Maffei                                  | C2 n2st                                 | 1856                                    | 593–600                                 | 18                                      | 25                                      |

## K.k. Dalmatiner Staatsbahn
| Lokomotiven der Dalmatiner Staatsbahn | Lokomotiven der Dalmatiner Staatsbahn | Lokomotiven der Dalmatiner Staatsbahn | Lokomotiven der Dalmatiner Staatsbahn | Lokomotiven der Dalmatiner Staatsbahn | Lokomotiven der Dalmatiner Staatsbahn |
| Nummer                                | Anzahl                                | Hersteller                            | Bauart                                | Baujahre                              | kkStB-Nr.                             |
| ------------------------------------- | ------------------------------------- | ------------------------------------- | ------------------------------------- | ------------------------------------- | ------------------------------------- |
| 1–6                                   | 6                                     | Wr. Neustadt                          | C n2                                  | 1877                                  | 37.01–06                              |
| 7–9                                   | 3                                     | Wr. Neustadt                          | C n2t                                 | 1883                                  | 97.01–03                              |

## K.k. Dniester Staatsbahn
| Lokomotiven der Dniester Staatsbahn | Lokomotiven der Dniester Staatsbahn | Lokomotiven der Dniester Staatsbahn | Lokomotiven der Dniester Staatsbahn | Lokomotiven der Dniester Staatsbahn | Lokomotiven der Dniester Staatsbahn |
| Nummer                              | Anzahl                              | Hersteller                          | Bauart                              | Baujahre                            | kkStB-Nr.                           |
| ----------------------------------- | ----------------------------------- | ----------------------------------- | ----------------------------------- | ----------------------------------- | ----------------------------------- |
| 1–2                                 | 2                                   | Krauss/München                      | C n2t                               | 1872                                | 6209–10                             |
| 3–8                                 | 6                                   | Krauss/München                      | B n2                                | 1872                                | 3111–16                             |

## K.k. Istrianer Staatsbahn
| Lokomotiven der Istrianer Staatsbahn | Lokomotiven der Istrianer Staatsbahn | Lokomotiven der Istrianer Staatsbahn | Lokomotiven der Istrianer Staatsbahn | Lokomotiven der Istrianer Staatsbahn | Lokomotiven der Istrianer Staatsbahn | Lokomotiven der Istrianer Staatsbahn |
| Erster Name                          | Nummer                               | Anzahl                               | Hersteller                           | Bauart                               | Baujahre                             | kkStB-Nr.                            |
| ------------------------------------ | ------------------------------------ | ------------------------------------ | ------------------------------------ | ------------------------------------ | ------------------------------------ | ------------------------------------ |
| CANFANARO                            | 101–110                              | 10                                   | Floridsdorf, Mödling                 | C n2                                 | 1875                                 | kkStB 52.01–10                       |

## K.k. Staatsbahn Mürzzuschlag–Neuberg
| Lokomotiven der k.k. Staatsbahn Mürzzuschlag–Neuberg | Lokomotiven der k.k. Staatsbahn Mürzzuschlag–Neuberg | Lokomotiven der k.k. Staatsbahn Mürzzuschlag–Neuberg | Lokomotiven der k.k. Staatsbahn Mürzzuschlag–Neuberg | Lokomotiven der k.k. Staatsbahn Mürzzuschlag–Neuberg | Lokomotiven der k.k. Staatsbahn Mürzzuschlag–Neuberg | Lokomotiven der k.k. Staatsbahn Mürzzuschlag–Neuberg |
| Serie                                                | Nummer                                               | Anzahl                                               | Hersteller                                           | Bauart                                               | Baujahre                                             | kkStB-Nr.                                            |
| ---------------------------------------------------- | ---------------------------------------------------- | ---------------------------------------------------- | ---------------------------------------------------- | ---------------------------------------------------- | ---------------------------------------------------- | ---------------------------------------------------- |
| Mürzzuschlag–Neuberg 100                             | 20–21                                                | 2                                                    | Wr. Neustadt                                         | C n2t                                                | 1879                                                 | kkStB 97.24–25                                       |

## K.k. Tarnow-Leluchówer Staatsbahn
| Dampfloks der k.k. Tarnow-Leluchówer Staatsbahn | Dampfloks der k.k. Tarnow-Leluchówer Staatsbahn | Dampfloks der k.k. Tarnow-Leluchówer Staatsbahn | Dampfloks der k.k. Tarnow-Leluchówer Staatsbahn | Dampfloks der k.k. Tarnow-Leluchówer Staatsbahn | Dampfloks der k.k. Tarnow-Leluchówer Staatsbahn |
| Nummer                                          | Anzahl                                          | Bauart                                          | Baujahr                                         | Hersteller                                      | Bemerkungen                                     |
| ----------------------------------------------- | ----------------------------------------------- | ----------------------------------------------- | ----------------------------------------------- | ----------------------------------------------- | ----------------------------------------------- |
| 1–12                                            | 12                                              | C n2                                            | 1875                                            | StEG                                            |                                                 |

## K.k. Staatsbahn Unter Drauburg–Wolfsberg
| Lokomotiven der k.k. Staatsbahn Unter Drauburg–Wolfsberg | Lokomotiven der k.k. Staatsbahn Unter Drauburg–Wolfsberg | Lokomotiven der k.k. Staatsbahn Unter Drauburg–Wolfsberg | Lokomotiven der k.k. Staatsbahn Unter Drauburg–Wolfsberg | Lokomotiven der k.k. Staatsbahn Unter Drauburg–Wolfsberg | Lokomotiven der k.k. Staatsbahn Unter Drauburg–Wolfsberg | Lokomotiven der k.k. Staatsbahn Unter Drauburg–Wolfsberg |
| Serie                                                    | Nummer                                                   | Anzahl                                                   | Hersteller                                               | Bauart                                                   | Baujahre                                                 | kkStB-Nr.                                                |
| -------------------------------------------------------- | -------------------------------------------------------- | -------------------------------------------------------- | -------------------------------------------------------- | -------------------------------------------------------- | -------------------------------------------------------- | -------------------------------------------------------- |
| Unter Drauburg–Wolfsberg 100                             | 11–14                                                    | 4                                                        | Wr. Neustadt                                             | C n2t                                                    | 1879                                                     | kkStB 97.20–23                                           |